# Ryžoviště (Harrachov)
Ryžoviště (německy Seifenbach) je vesnice, část města Harrachov v okrese Jablonec nad Nisou. Nachází se asi 2 km na jihovýchod od Harrachova. Je zde evidováno 61 adres. Trvale zde žije 27 obyvatel.
Ryžoviště leží v katastrálním území Harrachov o výměře 36,63 km2.
Původně se jednalo o sklářskou a dřevařskou osadu. Dnes jde o středisko zimních sportů.